# 맥잡
맥잡(McJob)은 저임금, 저기술, 중노동(장시간 노동, 과도한 피로를 따른 노동), 장래성이 없는 일을 두루 일컫는 말이다. 일반적으로 패스트푸드점 등에서 하는 일같이 창의성을 필요로 하지 않고 기계적인 동작을 반복하는 업무를 가리킨다.

## 역사
맥잡은 1986년 8월 24일 사회학자인 아미타이 에치오니가 워싱턴 포스트에서 처음 사용한 단어로, OED(Oxford English Dictionary)에는 “단조롭고 적은 임금이며 특히 몇 가지 전망을 가진 직업이며 서비스 부문의 확장에 의해 만들어진 것”이라 정의되어 있다. 맥잡에 해당하는 일들은 공통적으로 안전하지 않다. 이 용어는 사회 학자 Amitai Etzioni에 의해 만들어졌으며 1986년 8월 24일자 워싱턴 포스트 〈맥잡은 어린이에게 나쁘다〉라는 기사에 처음 등장했다. 이 단어는 1991년 캐나다 소설가인 더글러스 커플랜드가 쓴 "x세대"라는 소설에서 "서비스 분야에서 권위도 낮고, 위엄성과 존엄성도 낮으며, 이익도 적고, 장래도 불투명한 직업"이라고 묘사한 이후 유명해졌다. 이 용어는 1994년 닐 스티븐슨과 조지 주스버리에 의해 쓰여진 소설 인터페이스에서는 간단히 지키고 저임금인 추상적인 위치에 있다고 묘사하였다. 또한 1999년에는 영국 영화인 휴먼 트래픽 에서는 한 인물의 직업이 맥잡으로써 햄버거 가게에서 일하는 것으로 나타냈다.
2003년 6월에 맥잡은 미국의 권위적인 사전인 웹스터 대학 사전 개정판에 ‘값싼 임금의 밑바닥 직업’으로 정의를 해놓았고 이를 확인한 맥도날드 캔탈루포 사장은 “맥잡은 부정확한 표현이자 식당에서 일하는 1200만명의 노동자를 모욕하는 단어”라고 주장했으며 이와 비슷한 용어인 맥잡스와도 비슷해 혼란을 불어 일으키고 있다며 법적인 소송도 검토를 했었다고 한다. 앞서 언급한 맥잡스는 정신·육체적으로 도전적인 직원을 키워내는 프로그램이며 맥잡과는 전혀 다른 의미를 가지고 있다. 2007년 3월 20일, BBC에서는 옥스포드 영어사전에 있는 맥잡의 정의하기 위해서 공적으로 청원을 계획했던 것이 변경되었다는 것을 보도 하였다. 맥도날드의 로렌 호머는 회사에서는 그 정의가 뒤떨어지고 부정확한 것을 느꼈다고 말했다. 맥도날드의 영국 CEO인 피터 베레스포드는 "영국 전역 67,000 맥도날드 직원에 의해 나타나는 노력과 헌신에 품위를 떨어뜨리는 용어"라고 설명하였다. 이 회사는 자극적이고, 보람있는 그리고 평생동안 지속할 수 있는 능력을 제공하는 직업을 반영한다는 식으로 다시 작성해야 하는 것을 선호했다.

## 의미바꾸기 운동
맥도날드는 전망없는 일자리를 의미하는 ‘맥잡(Mcjob)’의 사전적 의미를 바꾸고자 노력하고 있다며 고강도 캠페인을 준비 중이라고 밝혔다. 맥도날드는 맥잡이 삶을 지속하기 위한 기술과 경력개발의 기회를 제공하는 직업임을 반영해야한다고 주장했다.

## 맥잡실험
2011년 4월 맥도날드가 미국에서 하루에만 5만명을 채용하는 ‘통큰 채용’에 나섰다. 이에 따라 이번 맥도날드는 맥잡 실험을 통해 맥잡이 이전의 우울함을 벗고 희망이라는 새 이미지를 얻게 되길 기대하고 있다. 브랜드 전문가인 애덤 핸프트는 직원들의 성공 스토리를 조명하는 일이 매우 호의적이라면서도 “이번 고용 캠페인은 큰 실수”라며 “임금이 낮고 특별한 기술이 필요없는 맥잡의 실제 의미를 강화할 수 있다”고 말했다.

## 노동자들의 저항운동
미국 전역의 패스트푸드 점원들이 2013년 8월 29일 지금의 저임금으로는 기본적인 생활을 할 수가 없다며 파업에 나섰다. 그동안 맥잡의 파업은 소규모로, 또 산벌적으로 이뤄졌으나 이날은 58개 도시에서 일제히 일어났다. 뉴욕주에서만 300명이 넘는 직원이 참여해 전국적으로는 1000여개 매장의 인력이 빠져나갔을 것으로 추정된다고 AP통신이 전했다. 패스트푸드 업계의 ‘폭력적 노동 관행’을 참는데 한계가 왔다는 의미로 보인다. 2012년 11월 뉴욕주에서 하루간 200명이 모여 시작된 맥잡 파업은 2013년에 들어 시카고·캔자스시티·디트로이트주 등지로 번졌다. 이들의 요구는 현재 받는 돈으로는 생계가 불가능하기 때문에“시간당 7.25달러(약 8000원)인 최저임금을 15달러로 올려 달라”는 것이다.

## 같이 보기
- 노동 빈곤층
- 프리터
- 빅맥 지수